# Семёнова, Мария Моисеевна
Мария Моисеевна Семёнова, в девичестве — Долбня (род. 1926) — советский передовик производства в сельском хозяйстве. Герой Социалистического Труда (1949).

## Биография
Родилась 26 ноября 1926 года в селении Промышленная (на территории современной Кемеровской области) в крестьянской семье переселенцев из Харьковской губернии.
С 1942 года в период Великой Отечественной войны М. М. Семёнова начала трудовую деятельность в овощеводческой бригаде колхоза «Ударник полей» Кемеровской области.
С 1945 года М. М. Семёнова трудилась учётчицей, с 1948 года вновь перешла на полевые работы и возглавила комсомольско-молодёжное звено по выращиванию зерновых. По итогам работы в 1948 году звено М. М. Семёновой (Долбни) получило урожай пшеницы по 30,3 центнера с гектара на площади в 30,3 гектара.
25 февраля 1949 года Указом Президиума Верховного Совета СССР «за получение высоких урожаев пшеницы, ржи и картофеля в 1948 году» Мария Моисеевна Долбня была удостоена звания Героя Социалистического Труда с вручением Ордена Ленина и золотой медали «Серп и Молот».
После выхода на пенсию, жила в посёлке Промышленная, Кемеровской области.

## Награды
- Медаль «Серп и Молот» (25.02.1949)
- Орден Ленина (25.02.1949)
- Медаль «За доблестный труд в Великой Отечественной войне 1941—1945 гг.»